# Nordische Orientierungslaufmeisterschaften
Die Nordischen Orientierungslaufmeisterschaften (englisch: Nordic Orienteering Championships, abgekürzt NOC) wurden erstmals 1955 ausgetragen. Danach fanden sie bis 2009 alle zwei Jahre statt. 
Austragungsorte waren immer Gebiete in Schweden, Finnland, Norwegen oder Dänemark und zunächst nahmen auch nur Läufer und Läuferinnen aus diesen Ländern bei den Nordischen Meisterschaften teil. Später wurde die Veranstaltung aber auch für Läufer aus dem nicht-skandinavischen Raum geöffnet.
2009 wurden die Nordischen Meisterschaften das bislang letzte Mal ausgetragen. Seit 2010 findet im Rahmen des Orientierungslauf-Weltcups jährlich eine Nordic Orienteering Tour (NORT) statt.

## Austragungsorte
| Jahr | Datum           | Austragungsland | Austragungsort |
| ---- | --------------- | --------------- | -------------- |
| 1955 |                 | Schweden        | Kolmården      |
| 1957 |                 | Norwegen        | Trondheim      |
| 1959 |                 | Dänemark        | Ålborg         |
| 1961 |                 | Finnland        | Tampere        |
| 1963 |                 | Schweden        | Borgvik        |
| 1965 |                 | Norwegen        | Hokksund       |
| 1967 |                 | Dänemark        | Viborg         |
| 1969 |                 | Finnland        | Pargas         |
| 1971 |                 | Schweden        | Sundsvall      |
| 1973 |                 | Norwegen        | Stord          |
| 1975 |                 | Dänemark        | Nørre Snede    |
| 1977 |                 | Finnland        | Joensuu        |
| 1980 |                 | Schweden        | Borlänge       |
| 1982 |                 | Dänemark        | Bornholm       |
| 1984 |                 | Norwegen        | Tromsø         |
| 1986 |                 | Finnland        | Saltvik        |
| 1988 |                 | Schweden        | Halmstad       |
| 1990 |                 | Dänemark        | Fanø           |
| 1992 |                 | Norwegen        | Rena           |
| 1993 |                 | Finnland        | Sipoo          |
| 1995 |                 | Schweden        | Skellefteå     |
| 1997 |                 | Dänemark        | Fjerritslev    |
| 1999 | Juni            | Norwegen        | Malvik         |
| 2001 |                 | Finnland        | Mikkeli        |
| 2003 |                 | Schweden        | Flen           |
| 2005 |                 | Norwegen        | Notodden       |
| 2007 |                 | Dänemark        | Bornholm       |
| 2009 | 6. bis 10. Juni | Finnland        | Salo           |

## Siegerliste

### Herren

#### Einzel/Klassik/Lang
| Jahr | Gold              | Silber            | Bronze             | Anmerkungen        |
| ---- | ----------------- | ----------------- | ------------------ | ------------------ |
| 1955 | Marthe Andersson  | Juhani Salmenkylä | Leo Backman        |                    |
| 1957 | Magne Lystad      | Ola Tellesbø      | Per Kristiansen    |                    |
| 1959 | Magne Lystad      | Juhani Salmenkylä | Sivar Nordström    |                    |
| 1961 | Erkki Kohvakka    | Per-Olof Skogum   | Magne Lystad       |                    |
| 1963 | Rolf Koskinen     | Bertil Norman     | Per Kristiansen    |                    |
| 1965 | Peer H. Staff     | Stig Berge        | Magne Lystad       |                    |
| 1967 | Bernt Frilén      | Anders Morelius   | Göran Öhlund       |                    |
| 1969 | Åge Hadler        | Veikko Kostiainen | Karl Johansson     |                    |
| 1971 | Åge Hadler        | Bernt Frilén      | Stefan Persson     |                    |
| 1973 | Eystein Weltzien  | Svein Jacobsen    | Bengt Gustavsson   |                    |
| 1975 | Bernt Frilén      | Hannu Mäkirinta   | Risto Nuuros       |                    |
| 1977 | Sigurd Dæhli      | Rolf Pettersson   | Kjell Lauri        |                    |
| 1980 | Lars Lönnkvist    | Tore Sagvolden    | Harald Thon        |                    |
| 1982 | Jörgen Mårtensson | Øyvin Thon        | Kent Olsson        |                    |
| 1984 | Tore Sagvolden    | Lars Palmqvist    | Morten Berglia     |                    |
| 1986 | Lars Lönnkvist    | Michael Wehlin    | Øyvin Thon         |                    |
| 1988 | Jörgen Mårtensson | Joakim Ingelsson  | Rolf Vestre        |                    |
| 1990 | Allan Mogensen    | Håvard Tveite     | Niklas Löwegren    |                    |
| 1992 | Petter Thoresen   | Allan Mogensen    | Anders Bjørnsgaard |                    |
| 1993 | Jon Tvedt         | Petter Thoresen   | Rolf Vestre        |                    |
| 1995 | Jörgen Mårtensson | Lars Holmquist    | Johan Ivarsson     |                    |
| 1997 | Mikael Boström    | Petter Thoresen   | Fredrik Löwegren   |                    |
| 1999 | Petter Thoresen   | Bjørnar Valstad   | Carsten Jørgensen  | 13,5 km, 22 Posten |
| 2001 | Jørgen Rostrup    | Bjørnar Valstad   | Janne Salmi        |                    |
| 2003 | Emil Wingstedt    | Mikhail Mamleev   | Jani Lakanen       |                    |
| 2005 | Anders Nordberg   | Olle Kärner       | Holger Hott        |                    |
| 2007 | Matthias Merz     | David Andersson   | Jonas Pilblad      |                    |
| 2009 | Daniel Hubmann    | Matthias Merz     | Thierry Gueorgiou  | 15,3 km, 30 Posten |

#### Kurz/Mittel
| Jahr | Gold              | Silber            | Bronze            | Anmerkungen        |
| ---- | ----------------- | ----------------- | ----------------- | ------------------ |
| 1992 | Petter Thoresen   | Allan Mogensen    | Jörgen Mårtensson |                    |
| 1993 | Kaj Roine         | Petter Thoresen   | Rolf Vestre       |                    |
| 1995 | Kenneth Cederberg | Per Ek            | Petter Thoresen   |                    |
| 1997 | Chris Terkelsen   | Odin Tellesbø     | Fredrik Löwegren  |                    |
| 1999 | Bjørnar Valstad   | Kjetil Bjørlo     | Tore Sandvik      | 4,26 km, 16 Posten |
| 2001 | Jørgen Rostrup    | Mikhail Mamleev   | Walentin Nowikow  |                    |
| 2003 | Pasi Ikonen       | Holger Hott       | Janne Salmi       |                    |
| 2005 | Anders Nordberg   | Holger Hott       | Jorgen Wikholm    |                    |
| 2007 | Jarkko Huovila    | David Andersson   | Mats Haldin       |                    |
| 2009 | Peter Öberg       | Thierry Gueorgiou | Walentin Nowikow  | 6,0 km, 21 Posten  |

#### Sprint
| Jahr | Gold                  | Silber          | Bronze            | Anmerkungen       |
| ---- | --------------------- | --------------- | ----------------- | ----------------- |
| 2003 | Emil Wingstedt        | Jamie Stevenson | Johan Näsman      |                   |
| 2005 | Øystein Kvaal Østerbø | Mårten Boström  | Martin Johansson  |                   |
| 2007 | Matthias Merz         | Jonas Pilbad    | Matthias Müller   |                   |
| 2009 | Daniel Hubmann        | Andrei Chramow  | Thierry Gueorgiou | 3,0 km, 20 Posten |

#### Staffel
| Jahr | Gold                                                                                    | Silber                                                                     | Bronze                                                                          |
| ---- | --------------------------------------------------------------------------------------- | -------------------------------------------------------------------------- | ------------------------------------------------------------------------------- |
| 1963 | Finnland Aimo Tepsell Osmo Tepsell Erkki Kohvakka Rolf Koskinen                         | Schweden Björn Ekblom Ulf Smedberg Pontus Carlsson Bertil Norman           | Norwegen Odd Petter Thoresen Stig Berge Peer H. Staff Jostein Nilsen            |
| 1965 | Norwegen Ola Skarholt Åge Hadler Peer H. Staff Stig Berge                               | Norwegen 2 Tore Langaard Erik Engebråten Jostein Nilsen Magne Lystad       | Schweden Bertil Norman Per-Olof Skogum Sven-Olof Åsberg Pontus Carlsson         |
| 1967 | Schweden Björn Ekblom Sven-Olof Åsberg Sture Björk Anders Axelsson                      | Finnland Juhani Salmenkylä Reijo Kujansuu Pauli Reunamäki Markku Salminen  | Schweden 2 Gösta Lundqvist Rolf Jakobsson Lennart Carlström Sten-Olov Carlström |
| 1969 | Finnland 3 Tuomo Peltola Markku Salminen Matti Mäkinen Raimo Nissi                      | Finnland Veikko Kostiainen Reijo Kujansuu Rolf Koskinen Juhani Salmenkylä  | Schweden 2 Björn Nordin Sören Runeson Bernt Frilén Stefan Green                 |
| 1971 | Norwegen 2 Per Fosser Jostein Nilsen Eystein Weltzien Åge Hadler                        | Schweden 2 Lars-Erik Hult Stefan Persson Karl Johansson Bernt Frilén       | Schweden Benny Fredriksson Lennart Carlström Lars-Ivar Svensson Olle Morelius   |
| 1973 | Finnland Risto Nuuros Simo Nurminen Tuomo Peltola Seppo Väli-Klemelä                    | Norwegen Svein Jacobsen Stig Berge Eystein Weltzien Åge Hadler             | Schweden 2 Lennart Carlström Henrik Lövhammer Lars Andersson Håkan Gustavsson   |
| 1975 | Schweden Rolf Pettersson Håkan Gustavsson Arne Johansson Bernt Frilén                   | Norwegen 2 Egil Johansen Ivar Formo Svein Jacobsen Per Herman Krøger       | Schweden 2 Göran Hedberg Erik Johansson Lars-Henrik Undeland Stefan Persson     |
| 1977 | Schweden 2 Lars-Henrik Undeland Anders Silvemark Karl-Gunnar Gustavsson Björn Rosendahl | Norwegen Eystein Weltzien Sigurd Dæhli Egil Johansen Svein Jacobsen        | Schweden Björn Nordin Gert Pettersson Kjell Lauri Rolf Pettersson               |
| 1980 | Norwegen Øyvin Thon Egil Johansen Tore Sagvolden Sigurd Dæhli                           | Schweden Anders Silvemark Kjell Lauri Lars Lönnkvist Göran Andersson       | Norwegen 2 Jan Fjærestad Morten Berglia Harald Thon Eystein Weltzien            |
| 1982 | Norwegen Morten Berglia Egil Johansen Sigurd Dæhli Øyvin Thon                           | Schweden Kent Olsson Åke Jönsson Jörgen Mårtensson Lars Lönnkvist          | Norwegen 2 Atle Hansen Sindre Langaas Harald Thon Tore Sagvolden                |
| 1984 | Norwegen Morten Berglia Øyvin Thon Sindre Langaas Tore Sagvolden                        | Norwegen 2 Sigurd Dæhli Erlend Slokvik Per Einar Pedersli Harald Thon      | Finnland 2 Mika Ruuhiala Vesa Tonder Pekka Nikulainen Esa Turunen               |
| 1986 | Norwegen Morten Berglia Øyvin Thon Tore Sagvolden Truls Nygaard                         | Schweden Anders Erik Olsson Joakim Ingelsson Michael Wehlin Lars Lönnkvist | Norwegen 2 Jarle Teigland Atle Hansen Jo Wiklund Håvard Tveite                  |
| 1988 | Schweden Niklas Löwegren Michael Wehlin Jörgen Mårtensson Joakim Ingelsson              | Schweden 2 Lars Palmqvist Lennart Larsson Kent Olsson Lars Lönnkvist       | Finnland 2 Reijo Mattinen Ari Kattainen Ari Anttas Markko Kaartinen             |
| 1990 | Norwegen Rolf Vestre Bjørnar Valstad Håvard Tveite Petter Thoresen                      | Schweden 2 Lars Palmqvist Peter Jacobsson Åke Jönsson Joakim Ingelsson     | Finnland Timo Karppinen Ari Kattainen Mika Ruuhiala Jukka Pohjonen              |
| 1992 | Norwegen Bjørnar Valstad Håvard Tveite Anders Bjørnsgaard Petter Thoresen               | Norwegen 2 Rolf Vestre Gjermund Hanssen Kjetil Bjørlo Jon Tvedt            | Schweden Arto Rautiainen Per Ek Martin Johansson Joakim Ingelsson               |
| 1993 | Finnland 2 Kimmo Liljeström Heikki Peltola Petri Forsman Reijo Mattinen                 | Norwegen Rolf Vestre Jon Tvedt Håvard Tveite Petter Thoresen               | Finnland Sören Nymalm Janne Salmi Kaj Roine Keijo Parkkinen                     |
| 1995 | Schweden Lars Holmquist Per Ek Johan Ivarsson Jörgen Mårtensson                         | Norwegen Bjørnar Valstad Håvard Tveite Kjetil Bjørlo Petter Thoresen       | Finnland Timo Karppinen Reijo Mattinen Kenneth Cederberg Janne Salmi            |
| 1997 | Dänemark Torben Skovlyst Chris Terkelsen Allan Mogensen Carsten Jørgensen               | Norwegen Bjørnar Valstad Petter Thoresen Odin Tellesbø Kjetil Bjørlo       | Schweden Jörgen Olsson Jörgen Mårtensson Johan Ivarsson Fredrik Löwegren        |
| 1999 | keine Medaillenvergabe                                                                  | keine Medaillenvergabe                                                     | keine Medaillenvergabe                                                          |
| 2001 | Vereinigtes Königreich Stephen Palmer Steven Hale Jamie Stevenson                       | Finnland                                                                   | Norwegen                                                                        |
| 2003 | keine Medaillenvergabe                                                                  | keine Medaillenvergabe                                                     | keine Medaillenvergabe                                                          |
| 2005 | Norwegen Tore Sandvik Øystein Kristiansen Anders Nordberg                               | Finnland Jarkko Huovila Mats Haldin Petteri Muukkonen                      | Schweden David Andersson Erik Axelsson Mats Troeng                              |
| 2007 | Schweiz Matthias Müller Baptiste Rollier Matthias Merz                                  | Finnland Jonne Lakanen Pasi Ikonen Jani Lakanen                            | Schweden Jonas Pilblad Johan Modig Peter Öberg                                  |
| 2009 | Schweden David Andersson Emil Wingstedt Peter Öberg                                     | Schweiz Baptiste Rollier Daniel Hubmann Matthias Merz                      | Finnland Mats Haldin Jorgen Wikholm Tuomas Tervo                                |

### Damen

#### Einzel/Klassik/Lang
| Jahr | Gold                     | Silber             | Bronze                 | Anmerkungen        |
| ---- | ------------------------ | ------------------ | ---------------------- | ------------------ |
| 1955 | Eila Hanelius            | Siri Lundkvist     | Inga-Lisa Eriksson     |                    |
| 1957 | Evy Garsell              | Siri Lundkvist     | Anny Carlsten          |                    |
| 1959 | Evy Garsell              | Inga-Lisa Eriksson | Grete Brustad          |                    |
| 1961 | Ulla Lindkvist           | Siri Lundkvist     | Eila Hanelius          |                    |
| 1963 | Elvy Fredin              | Ulla Lindkvist     | Marie-Louise Eriksson  |                    |
| 1965 | Ingrid Thoresen          | Ulla Lindkvist     | Astrid Hansen          |                    |
| 1967 | Ulla Lindkvist           | Claire Olsson      | Ingrid Thoresen        |                    |
| 1969 | Ulla Lindkvist           | Ingrid Hadler      | Eivor Steen-Olsson     |                    |
| 1971 | Ulla Lindkvist           | Ingrid Hadler      | Birgitta Johansson     |                    |
| 1973 | Ulla Lindkvist           | Birgitta Johansson | Kristin Danielsen      |                    |
| 1975 | Mona Nørgaard            | Liisa Veijalainen  | Monica Andersson       |                    |
| 1977 | Outi Borgenström         | Wenche Jacobsen    | Monica Andersson       |                    |
| 1980 | Liisa Veijalainen        | Outi Borgenström   | Karin Rabe             |                    |
| 1982 | Eva Charlotte Tønnesen   | Outi Borgenström   | Karin Rabe             |                    |
| 1984 | Brit Volden              | Jorunn Teigen      | Karin Gunnarsson       |                    |
| 1986 | Brit Volden              | Barbro Lönnkvist   | Katarina Borg          |                    |
| 1988 | Ragnhild Bratberg        | Anne-Line Nydal    | Brit Volden            |                    |
| 1990 | Yvette Hague             | Anne Line Nydal    | Anette Nilsson         |                    |
| 1992 | Marita Skogum            | Alida Abola        | Yvette Hague           |                    |
| 1993 | Ragnhild Bente Andersen  | Eija Koskivaara    | Yvette Hague           |                    |
| 1995 | Annika Viilo             | Katarina Borg      | Katja Honkala          |                    |
| 1997 | Sabrina Meister-Fesseler | Johanna Asklöf     | Hanne Staff            |                    |
| 1999 | Hanne Sandstad           | Yvette Baker       | Elisabeth Ingvaldsen   | 9,0 km, 15 Posten  |
| 2001 | Hanne Staff              | Simone Niggli      | Johanna Asklöf         |                    |
| 2003 | Hanne Staff              | Jenny Johansson    | Heli Jukkola           |                    |
| 2005 | Vroni König-Salmi        | Simone Niggli      | Jenny Johansson        |                    |
| 2007 | Simone Niggli            | Minna Kauppi       | Lena Eliasson          |                    |
| 2009 | Minna Kauppi             | Merja Rantanen     | Anne Margrethe Hausken | 10,4 km, 24 Posten |

#### Kurz/Mittel
| Jahr | Gold             | Silber                  | Bronze                            | Anmerkungen        |
| ---- | ---------------- | ----------------------- | --------------------------------- | ------------------ |
| 1992 | Marita Skogum    | Anette Nilsson          | Marlena Jansson                   |                    |
| 1993 | Kirsi Tiira      | Ragnhild Bente Andersen | Eija Koskivaara                   |                    |
| 1995 | Anette Granstedt | Katarina Borg           | Reeta-Mari Kolkkala Katja Honkala |                    |
| 1997 | Johanna Asklöf   | Anna Bogren             | Katarina Borg                     |                    |
| 1999 | Hanne Staff      | Liisa Anttila           | Gunilla Svärd                     | 3,30 km, 12 Posten |
| 2001 | Anette Granstedt | Vroni König-Salmi       | Jenny Johansson                   |                    |
| 2003 | Jenny Johansson  | Anette Granstedt        | Heli Jukkola                      |                    |
| 2005 | Minna Kauppi     | Simone Niggli           | Emma Claesson                     |                    |
| 2007 | Simone Niggli    | Minna Kauppi            | Paula Iso-Markku                  |                    |
| 2009 | Helena Jansson   | Marianne Andersen       | Minna Kauppi                      | 5,2 km, 21 Posten  |

#### Sprint
| Jahr | Gold                   | Silber                     | Bronze            | Anmerkungen       |
| ---- | ---------------------- | -------------------------- | ----------------- | ----------------- |
| 2003 | Marie-Luce Romanens    | Karolina Arewång-Höjsgaard | Heli Jukkola      |                   |
| 2005 | Anne Margrethe Hausken | Simone Niggli              | Lena Eliasson     |                   |
| 2007 | Helena Jansson         | Minna Kauppi               | Heli Jukkola      |                   |
| 2009 | Minna Kauppi           | Anne Margrethe Hausken     | Marianne Andersen | 2,8 km, 19 Posten |

#### Staffel
| Jahr | Gold                                                                           | Silber                                                                          | Bronze                                                                                |
| ---- | ------------------------------------------------------------------------------ | ------------------------------------------------------------------------------- | ------------------------------------------------------------------------------------- |
| 1963 | Norwegen Astrid Hansen Marie Tjomsland Marit Økern                             | Schweden Elvy Fredin Emy Gauffin Ulla Lindkvist                                 | Finnland Irja Niemelä Varpu Lavikainen Tyyne Leskinen                                 |
| 1965 | Norwegen Astrid Hansen Ingrid Thoresen Marit Økern Jensen                      | Schweden Inga-Britt Bengtsson Eivor Steen-Olsson Ulla Lindkvist                 | Finnland Raila Hovi Tuula Hovi Marja Uusikumpa                                        |
| 1967 | Schweden 2 Claire Olsson Eivor Steen-Olsson Ulla Lindkvist                     | Norwegen Astrid Hansen Marit Økern Jensen Ingrid Thoresen                       | Finnland 2 Tuula Hovi Salme Arminen Tuula Oikari                                      |
| 1969 | Schweden Birgitta Larsson Eivor Steen-Olsson Ulla Lindkvist                    | Norwegen Astrid Hansen Agnes Skarholt Ingrid Hadler                             | Schweden 2 Claire Ek Gunborg Åhling Ann-Mari Fehrnström                               |
| 1971 | Norwegen 2 Astrid Rødmyr Kristin Danielsen Ingrid Hadler                       | Schweden 2 Birgitta Larsson Birgitta Johansson Ulla Lindkvist                   | Schweden Gunn-Britt Nyberg Kerstin Granstedt Gunborg Åhling                           |
| 1973 | Norwegen Kristin Danielsen Torid Kvaal Else Beitnes                            | Finnland Sirkka-Liisa Koskela Sinikka Kukkonen Liisa Veijalainen                | Schweden Birgitta Johansson Elsa Arnesson Ulla Lindvist                               |
| 1975 | Norwegen Wenche Jacobsen Torid Kvaal Linda verde                               | Norwegen 2 Anne Berit Eid Karen Marie Eid Kjellrun Sporild                      | Schweden 2 Eva Jonsson Eva-Britta Lidström Anne Lundmark                              |
| 1977 | Norwegen Tine Fjogstad Wenche Jacobsen Anne Berit Eid                          | Schweden 2 Ingird Ohlsson Elsa Arnesson Bibbi Siljeblad-Fahlén                  | Schweden Karin Rabe Kristin Cullman Monica Andersson                                  |
| 1980 | Schweden 2 Eva Moberg Barbro Storbjörk Christina Karlsson                      | Schweden Ulla Klingström Karin Rabe Lena Tjernlund                              | Norwegen Linda Verde Gabrielle Welle-Strand Anne Berit Eid                            |
| 1982 | Schweden Karin Rabe Marita Skogum Kerstin Månsson Annichen Kringstad           | Norwegen Anne Berit Eid Ragnhild Bratberg Brit Volden Eva Charlotte Tønnesen    | Schweden 2 Barbro Lönnkvist Elisabeth Angberg Eva Rabe Lena Tjernlund                 |
| 1984 | Norwegen Ragnhild Bratberg Jorunn Teigen Brit Volden Ellen Sofie Olsvik        | Schweden 2 Kerstin Månsson Marie Gustafsson Eva Rabe Marita Skogum              | Schweden Arja Hannus Karin Rabe Karin Gunnarsson Annichen Kringstad                   |
| 1986 | Norwegen Ragnhild Bratberg Brit Volden Ellen Sofie Olsvik Jorunn Teigen        | Schweden Arja Hannus Katarina Borg Karin Rabe Barbro Lönnkvist                  | Norwegen 2 Linda Vibeke Nielsen Monica Hatlen Anne Line Nydal Ragnhild Bente Andersen |
| 1988 | Norwegen Ragnhild Bratberg Ragnhild Bente Andersen Brit Volden Anne Line Nydal | Schweden 2 Lena Molin Carina Svensson Kerstin Haglund Barbro Lönnkvist          | Schweden Katarina Borg Christina Blomqvist Karin Rabe Marita Skogum                   |
| 1990 | Schweden Anette Nilsson Kerstin Haglund Katarina Borg Christina Blomqvist      | Norwegen Anne Line Nydal Siri Størmer Ragnhild Bente Andersen Ragnhild Bratberg | Schweden 2 Marie Nilsson Arja Hannus Cecilia Brinkenberg Lena Molin                   |
| 1992 | Schweden Anette Nilsson Marlena Jansson Annika Zell Marita Skogum              | Norwegen Heidi Arnesen Torunn Fossli Hanne Sandstad Ragnhild Bente Andersen     | Finnland Marja-Liisa Portin Kirsi Tiira Annika Viilo Eija Koskivaara                  |
| 1993 | Finnland Marja-Liisa Portin Marja Pyymäki Kirsi Tiira Eija Koskivaara          | Finnland 2 Sanna Turakainen Auli Hovikorpi Reeta-Mari Kolkkala Johanna Tiira    | Norwegen Hanne Sandstad Berit Sofie Grydeland Torunn Fossli Ragnhild Bente Andersen   |
| 1995 | Finnland 2 Anniina Paronen Marika Mikkola Kirsi Tiira Johanna Tiira            | Norwegen Hanne Sandstad Torunn Fossli Ragnhild Bente Andersen Hanne Staff       | Schweden Anette Granstedt Anna Bogren Annika Zell Katarina Borg                       |
| 1997 | Finnland Reeta Kolkkala Anniina Paronen Katja Honkala Johanna Asklöf           | Schweden Anna Bogren Gunilla Svärd Katarina Borg Marlena Jansson                | Schweden 2 Karolina Arewång Anette Granstedt Cecilia Nilsson Karin Craig              |
| 1999 | Schweiz Vroni König-Salmi Simone Luder Brigitte Wolf Sabrina Meister           | Norwegen Birgitte Husebye Hanne Sandstad Elisabeth Ingvaldsen Hanne Staff       | Schweden Katarina Allberg Anette Granstedt Marlena Jansson Gunilla Svärd              |
| 2001 | Norwegen Birgitte Husebye Elisabeth Ingvaldsen Hanne Staff                     | Schweden 2 Karolina Arewång Cecilia Nilsson Gunilla Svärd                       | Schweiz                                                                               |
| 2003 | Schweden Katarina Smith Gunilla Svärd Jenny Johansson                          | Finnland                                                                        | Norwegen                                                                              |
| 2005 | Finnland Anni-Maija Fincke Heli Jukkola Minna Kauppi                           | Norwegen Marianne Andersen Lene Moe Anne Margrethe Hausken                      | Schweiz Angela Wild Simone Niggli Vroni König-Salmi                                   |
| 2007 | Schweden Emma Carlsson Kajsa Nilsson Helena Jansson                            | Schweiz Sara Gemperle Martina Fritschy Simone Niggli                            | Finnland Heli Jukkola Bodil Holmström Minna Kauppi                                    |
| 2009 | Schweden Lina Gustafsson Kajsa Nilsson Helena Jansson                          | Finnland Anni-Maija Fincke Minna Kauppi Merja Rantanen                          | Norwegen Mari Fasting Marianne Andersen Anne Margrethe Hausken                        |